# Royal New Zealand Yacht Squadron
Le Royal New Zealand Yacht Squadron est l'un des plus prestigieux clubs nautiques néo-zélandais, fondé en 1859 à Auckland sous le nom d'Auckland Yacht Club. Le nom est modifié en Royal New Zealand Yacht Squadron lorsqu'il obtient en 1902 le patronage royal.
Il est situé dans la Westhaven Marina à Auckland, à proximité de l'Auckland Harbour Bridge face au port de Waitemata dans la baie d'Hauraki.
Le Royal New Zealand Yacht Squadron est l'un des principaux membres de l' International Council of Yacht Clubs (en) (ICOYC) et devient en 2021 le second club nautique le plus titré en Coupe de l'America après le New York Yacht Club.

## Coupe de l'America
Sous le couvert de la Team New Zealand, il détient la Coupe de l'America de 1995 jusqu'en 2003, devenant en 2000 le premier club nautique non-américain à défendre avec succès le trophée de la Coupe de l'America. Il défend à nouveau le trophée avec succès en 2021, signant une quatrième victoire, puis en 2024 avec une cinquième victoire dans cette compétition.
- monocoque Black Magic (NZL-32) : Coupe de l'America 1995 (vainqueur)
- monocoque New Zealand (NZL-60) : Coupe de l'America 2000 (vainqueur)
- monocoque New Zealand (NZL-82) : Coupe de l'America 2003
- monocoque New Zealand (NZL-92) : Coupe de l'America 2007
- catamaran Aotearoa (NZL-5) : Coupe de l'America 2013
- catamaran Emirates Team New Zealand (ETNZ-50) : Coupe de l'America 2017 (vainqueur)
- monocoque à foils Emirates Team New Zealand AC75 (NZL) : Coupe de l'America 2021 (vainqueur)
- monocoque à foils Emirates Team New Zealand AC75 (NZL) : Coupe de l'America 2024 (vainqueur)